# Форстен, Сергей Владимирович
Сергей Владимирович Форстен (29 ноября 1912, ст. Химки, Московская губерния — 3 апреля 1996, Москва) — генерал-майор (1962), доктор технических наук (1965), профессор (1967), заслуженный деятель науки и техники РСФСР (1973) лауреат Ленинской премии (1966). Крупнейший специалист в области испытаний ядерного оружия; руководитель создания научно-методических основ моделирования, воспроизведения механического действия ядерных взрывов на различные объекты и сооружения.

## Биография
Родился 16 (29) ноября 1912 года в Московской губернии, в небольшом рабочем посёлке недалеко от станции «Химская» Николаевской железной дороги ныне — станция ст. «Химки» Красногорского р-на Московской области.
В Вооруженных Силах с сентября 1937 г. Окончил 4 курса МВТУ им Н. Э. Баумана, Военную академию механизации и моторизации РККА им. Сталина.
С марта 1939 начальник планово-производственного отдела склада № 136 МВО. С января 1940 адъюнкт Военной академии механизации и моторизации РККА им. Сталина. С июня 1942 младший преподаватель, а с апреля 1945 преподаватель кафедры двигателей Военной академии бронетанковых и механизированных войск им. Сталина. С апреля 1950 в Центральном физико-техническом институте Министерства обороны: старший офицер отдела, с марта 1952 помощник командира, а с января 1954 заместитель начальника института. С июня 1961 начальник 2-го управления — заместитель начальника ЦНИИ-12 МО. В январе 1967 назначен заместителем начальника ЦНИИ-12 МО по научно-исследовательской работе.
Сергей Владимирович является одним из руководителей операции, под кодовым названием К-1"(советская) Это был первый космический ядерный взрыв в СССР. — который состоялся 27 октября 1961 года, баллистическая ракета Р-12 доставила 1,2 кт ядерный заряд на высоту 150 км[2] После увольнения с военной службы в ноябре 1973 работал старшим научным сотрудником ЦНИИ-12 МО СССР и профессором Московского института инженеров землеустройства. Автор более 100 научных работ.
Награждён орденом Трудового Красного Знамени, (1962) 3-мя орденами Красной Звезды, (1947, 1951). орденом «Знак Почета»(1951) [уточнить]. Медалью «За безупречную службу в Вооруженных Силах СССР» I степени (1958), Медалью: «За боевые заслуги», медалью «за отвагу» (1946). Медаль: «За победу над Германией в Великой Отечественной войне 1941—1945 гг.» Юбилейной медалью «30 лет Советской Армии и Флота» (1948), Юбилейной медалью: 800- летия Москвы (1947) медалью 40 лет вооруженных сил СССР (1957)[уточнить].
Умер 3 апреля 1996 году в г. Москва. Похоронен на Кунцевском кладбище.

## Награды
| Ленинская премия — 1966 |